# Paraplotosus muelleri
Paraplotosus muelleri är en fiskart som först beskrevs av Klunzinger, 1879.  Paraplotosus muelleri ingår i släktet Paraplotosus och familjen Plotosidae. Inga underarter finns listade i Catalogue of Life.